# Bogidiella skoplgensis
Bogidiella skoplgensis is een vlokreeftensoort uit de familie van de Bogidiellidae. De wetenschappelijke naam van de soort is voor het eerst geldig gepubliceerd in 1933 door S. Karaman.